# Fritz Meisel
Hugo Otto Fritz Meisel (* 18. Juli 1897 in Weimar; † 15. März 1960 in Hamburg) war ein deutscher Maler, Zeichner und Grafiker.

## Leben
Hugo Meisel studierte als Schüler von Walther Klemm am Staatlichen Bauhaus in Weimar. Danach war er als Zeichner für die Filmgesellschaften UFA, Tobis und Terra sowie für die Zeitungen B.Z. am Mittag (beispielsweise das Freibad am Wannsee in der Ausgabe vom 5. Juli 1927, zu sehen auf der Ausstellung Berlin, Berlin : die Ausstellung zur Geschichte der Stadt) und Hamburger Abendblatt tätig. 1941 nahm er in Berlin an der Ausstellung Pressezeichnung im Kriege teil.
Als Pressezeichner gehörte er in der Bundesrepublik zu den Bedeutendsten seiner Zunft.
Meisel war 1946/1947 in Leipzig auf der Ausstellung „Mitteldeutsche Kunst“ mit Radierungen zu Balzacs Contes drôlatiques und 1948 in Weimar auf „Künstler schaffen. 1945–1948“ vertreten.
Er wohnte in Weimar, ehe er in die Bundesrepublik ging.

## Werkbeispiele
- Maler mit Staffelei in Dünenlandschaft (Radierung, 1919)[5]
- Contes drôlatiques. Die Schöne Imperia (Folge von 5 Radierungen; 1922 als Original-Grafik-Mappe der Reiher-Presse Weimar veröffentlicht).
- Hans Otto Werda: Domestica. Verlagsanstalt H. Klemm, Berlin-Grunewald [1924] (4 Radierungen und Einbandvignette).
- Eisenbahnschlaf (Bleistiftzeichnung, 1925; im Bestand des Lindenau-Museums Altenburg / Thüringen).[6]
- Herman Anders Krüger (Zeichnung mit Kreide und Deckweiß; im Bestand des Lindenau-Museums Altenburg/Thüringen)[6]
- Hans Steinhoff: Zum Thema Rembrandt. Mit Zeichnungen von Fritz Meisel In: Filmwelt. Das Filmund Foto-Magazin. Nr. 51/52, 1941, ohne Seitenangabe.